# Joegoslavië op de Olympische Winterspelen 1948
Tijdens de Olympische Winterspelen van 1948, die in Sankt Moritz (Zwitserland) werden gehouden, nam Joegoslavië voor de vierde keer deel.

## Deelnemers en resultaten

### Alpineskiën
| Olympiër            | Discipline     | Resultaat | Prestatie                                                                        |
| ------------------- | -------------- | --------- | -------------------------------------------------------------------------------- |
| Jože Bertoncelj     | afdaling (m)   | 80e       | 4.00,2 (+1.05,2)                                                                 |
| Jože Bertoncelj     | combinatie (m) | 51e       | 55,14 punten (+51,87) afdaling: 36,08 p (4.00,2) slalom: 19,06 p (1.38,5+1.19,6) |
| Franci Čop          | slalom (m)     | 36e       | 2.43,6 (+33,3) 1.24,8+1.18,8                                                     |
| Matevž Lukanc       | afdaling (m)   | 69e       | 3.50,3 (+55,3)                                                                   |
| Matevž Lukanc       | slalom (m)     | 27e       | 2.30,9 (+20,6) 1.17,2+1.13,7                                                     |
| Matevž Lukanc       | combinatie (m) | 37e       | 42,81 punten (+39,54) afdaling: 30,68 p (3.50,3) slalom: 12,13 p (1.29,3+1.13,1) |
| Slavko Lukanc       | afdaling (m)   | 54e       | 3.37,1 (+42,1)                                                                   |
| Slavko Lukanc       | combinatie (m) | 34e       | 35,45 punten (+32,18) afdaling: 23,28 p (3.37,1) slalom: 12,17 p (1.27,1+1.15,4) |
| Saša Molnar         | afdaling (m)   | dnf       | opgave                                                                           |
| Saša Molnar         | slalom (m)     | 18e       | 2.23,4 (+13,1) 1.11,4+1.12,0                                                     |
| Valentin-Ture Mulej | afdaling (m)   | 36e       | 3.21,1 (+26,1)                                                                   |
| Valentin-Ture Mulej | slalom (m)     | 40e       | 2.51,0 (+40,7) 1.15,0+1.36,0                                                     |
| Ciril Praček        | afdaling (m)   | 71e       | 3.52,3 (+57,3)                                                                   |

### Langlaufen
| Olympiër                                              | Discipline        | Resultaat | Prestatie                                       |
| ----------------------------------------------------- | ----------------- | --------- | ----------------------------------------------- |
| Alojz Klančnik                                        | 18 km (m)         | 69e       | 1:33.02 (+20.12)                                |
| Jože Knific                                           | 18 km (m)         | 55e       | 1:29.01 (+16.11)                                |
| Jože Knific                                           | 50 km (m)         | 14e       | 4:26.00 (+38.12)                                |
| Matevž Kordež                                         | 18 km (m)         | 53e       | 1:28.37 (+14.47)                                |
| Matevž Kordež                                         | 50 km (m)         | 16e       | 4:27.25 (+39.37)                                |
| Tone Pogačnik                                         | 18 km (m)         | 56e       | 1:29.08 (+16.18)                                |
| Tone Razinger                                         | 18 km (m)         | 51e       | 1:28.24 (+14.34)                                |
| Franc Smolej                                          | 50 km (m)         | 15e       | 4:26.12 (+38.24)                                |
| Tone Razinger Tone Pogačnik Matevž Kordež Jože Knific | 4x10 km estafette | 9e        | 2:55.55 (+8.07) (41.16 / 43.08 / 45.01 / 46.30) |

### Noordse combinatie
| Olympiër      | Discipline | Resultaat | Prestatie                                                              |
| ------------- | ---------- | --------- | ---------------------------------------------------------------------- |
| Tone Razinger | mannen     | 24e       | 352,45 punten 18 km: 176,25 (1:28.24) schans: 176,2 (53,5+51,5+55,5 m) |

### Schansspringen
| Olympiër       | Discipline | Resultaat | Prestatie                  |
| -------------- | ---------- | --------- | -------------------------- |
| Karel Klančnik | mannen     | 23e       | 197,2 punten (58,0+65,5 m) |
| Franc Pribošek | mannen     | 32e       | 187,4 punten (54,5+57,0 m) |
| Janez Polda    | mannen     | 41e       | 145,2 punten (63,5+71,0 m) |
| Janko Mežik    | mannen     | 43e       | 136,9 punten (61,0+62,0 m) |

Argentinië · België · Bulgarije · Canada · Chili · Denemarken · Finland · Frankrijk · Griekenland · Groot-Brittannië · Hongarije · IJsland · Italië · Joegoslavië · Libanon · Liechtenstein · Nederland · Noorwegen · Oostenrijk · Polen · Roemenië · Spanje · Tsjecho-Slowakije · Turkije · Verenigde Staten · Zuid-Korea · Zweden · Zwitserland